# Комаров, Николай Павлович

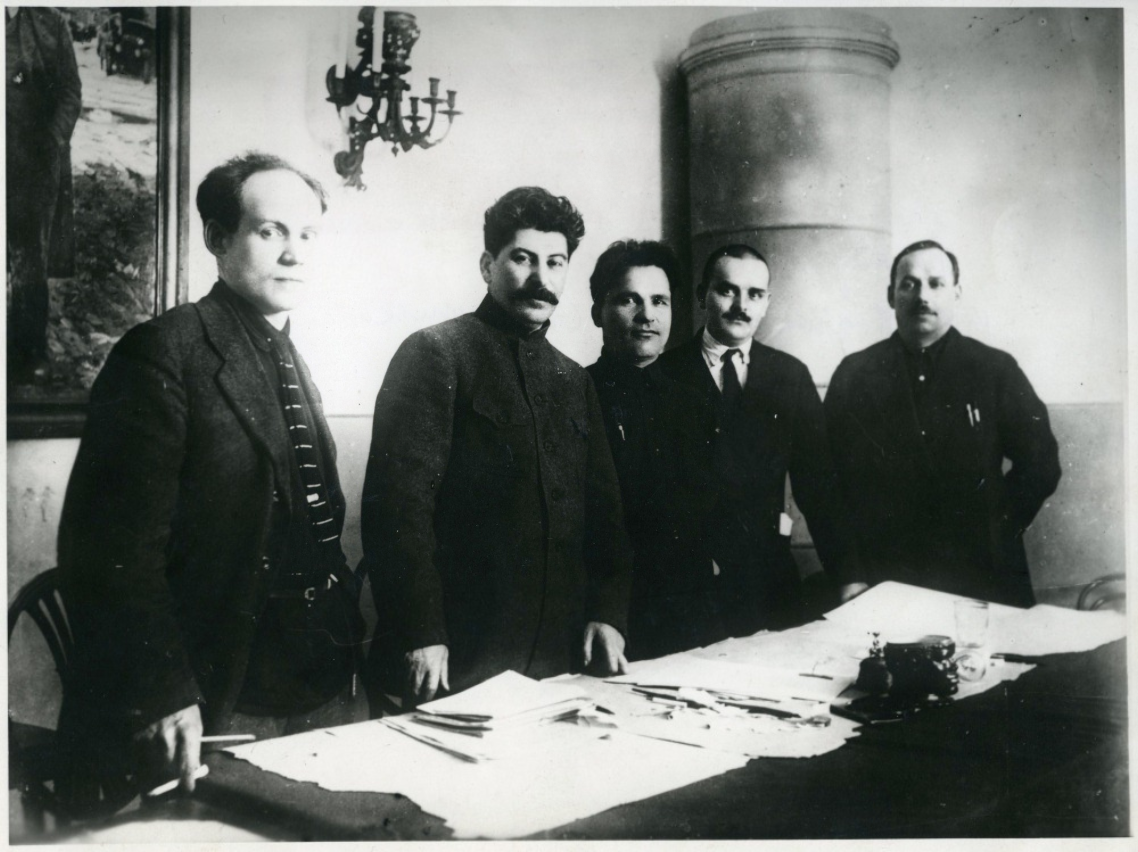
Н. К. Антипов, И. В. Сталин, С. М. Киров, Н. М. Шверник и Н. П. Комаров. Ленинград, 1926 год

Никола́й Па́влович Комаро́в (при рождении Фёдор Евге́ньевич Со́бинов; 27 ноября 1886, Барыково, Новоторжского уезда, Тверская губерния — 27 ноября 1937, Москва) — советский государственный и партийный деятель, народный комиссар коммунального хозяйства РСФСР (1931—1937).

## Биография
Родился в бедной крестьянской семье. Окончил три класса церковно-приходской школы.
С 1902 года жил в Петербурге, работал на разных заводах, в том числе Путиловском, «Новом Парвиайнене», «Новом Лесснере». В 1912 году окончил городское 4-классное училище, два года учился в вечернем техническом училище.
Участвовал в революционной деятельности. Во время революции 1905—1907 гг. состоял в партии эсеров, с 1909 года — член РСДРП. С 1911 года — член Выборгского райкома РСДРП(б). В 1912 году организовывал политическую демонстрацию протеста в связи с Ленским расстрелом. С 1914 года находился в Петербурге на нелегальном положении; в 1915—1917 — член Петербургского комитета РСДРП(б). Был арестован в 1916 году, в январе 1917 года приговорён к 10 годам каторги. После Февральской революции — председатель заводского комитета завода «Новый Лесснер», депутат Петросовета и член Петроградского комитета РСДРП(б), а также член Выборгского районного комитета РСДРП(б) (с марта 1917), первый товарищ председателя Выборгской районной думы (с июня 1917).

### Революция и гражданская война
Участник подготовки и проведения Октябрьской революции 1917 года. Участвовал в штурме Зимнего дворца. С ноября 1917 года — председатель, в 1918 году — заместитель председателя Петроградского революционного военного трибунала, в феврале-марте 1918 года — член Комитета революционной обороны Петрограда.
С июня 1918 года служил в Красной Армии, комиссар 3-го Кромского полка на Восточном фронте. Затем — председатель правления государственных магазинов и канцелярских принадлежностей Петрограда; с осени 1918 по январь 1919 года заведовал отделом внутренней торговли совнархоза Союза коммун Северной области.
С января 1919 года служил в ВЧК: заведовал особым отделом ЧК Союза коммун Северной области, с февраля 1919 — особым отделом Петроградской губернской ЧК. В 1920 году — начальник секретно-оперативной части Петроградской губернской ЧК.
С 1 сентября 1920 по 14 апреля 1921 года — председатель Петроградской губернской ЧК, одновременно — начальник Особого отдела охраны границы с Финляндией. Проводил в жизнь политику красного террора: применял казни заложников и аресты по «классовому» принципу; участвовал в подавлении восстания в фортах Кронштадта (1919); руководил репрессиями во время и после Кронштадтского восстания (1921).

### Советская и партийная работа
С 15 апреля 1921 по 1925 год — секретарь Петроградского губернского исполкома. С 26 марта 1926 по 10 января 1930 года — председатель Ленинградского губернского (с ноября 1927 — областного) исполкома. Одновременно был членом Северо-Западного бюро ЦК РКП(б) / ВКП(б) (с апреля 1922 по февраль 1927, в том числе с 3 ноября по 10 декабря 1925 — секретарём бюро), членом Секретариата (ноябрь 1925 — февраль 1927) и врио заведующего Организационным отделом (февраль 1926 — февраль 1927) Ленинградского губернского комитета ВКП(б); членом Реввоенсовета Ленинградского военного округа (1926—1929).

Подбирает работников под себя, руководит ими, как механическими исполнителями, не всегда владеет собой, сумбурен.— Из характеристики Н. П. Комарова 1923 года
Пользовался неограниченным доверием Г. Е. Зиновьева; конфликтовал с ним, будучи обвинённым в уклоне. В июле 1926 года на Пленуме ЦК и ЦКК ВКП(б) по его предложению (согласованному с И. В. Сталиным) членами Политбюро были избраны Г. К. Орджоникидзе, С. М. Киров, А. А. Андреев, А. И. Микоян, Л. М. Каганович и Я. Э. Рудзутак.
В ноябре 1929 года вместе с группой ленинградских партийных работников (Г. А. Дёсов, И. И. Кондратьев, К. А. Юносов) выступил против С. М. Кирова, обвинив его в сотрудничестве с «левобуржуазной прессой» в 1917 году. В результате рассмотрения вопроса на объединённом заседании Политбюро и Президиума ЦКК ВКП(б) 11 декабря 1929 года обвинения С. М. Кирова были признаны клеветническими; признан целесообразным перевод обвинителей «на другую работу вне Ленинграда». 7 января 1930 года на заседании Политбюро был освобождён от обязанностей председателя Ленинградского Совета и облисполкома.
С 1930 года работал в Москве в ВСНХ (1930—1931), член Президиума ВСНХ, председатель Союзстроя. С 20 июля 1931 года — нарком коммунального хозяйства РСФСР; одновременно — заместитель председателя Всесоюзного Совета городского хозяйства (с 1931 года), председатель Правления Ленинградского сельского потребительского общества.
Избирался в центральные советские и партийные руководящие органы:
- членом ВЦИК 10-го созыва (1922—1924)[13], 13-го созыва (1927—1929)[14] и ЦИК СССР[2][6], членом Президиума ЦИК СССР[11];
- делегатом VI съезда РСДРП(б) (1917, с совещательным голосом)[15]; XI (1922)[16], XII (1923)[17] и XIII (1924)[18] съездов РКП(б); XIV (1925, с совещательным голосом)[19], XV (1927)[20] и XVII (1934, с совещательным голосом)[21] съездов ВКП(б);
- делегатом XIII (1924, с совещательным голосом)[22], XIV (1925, с совещательным голосом)[23], XV (1926)[24], XVI (1929)[25] и XVII (1932, с совещательным голосом)[26] конференций РКП(б) / ВКП(б);
- членом Организационного бюро ЦК РКП(б) (16.3 — 9.8.1921)[5][6][27];
- кандидатом в члены ЦК РКП(б) / ВКП(б) (2.4.1922 — 17.4.1923[1][28]; 10.2.1934 — 25.6.1937[1][29])
- членом ЦК РКП(б) / ВКП(б) (16.3.1921 — 2.4.1922[30]; 25.4.1923 — 26.1.1934[31][32][33][34][35]).

### Репрессии
11 июня 1937 года арестован; 25 июня был исключён из состава ЦК и из самой партии. Внесён в так называемые «сталинские списки» лиц, подлежащих суду Военной коллегии Верховного суда СССР [21 октября 1937 года — по списку Москва-центр, 1 ноября 1937 года — по списку бывших членов и кандидатов в члены ЦК ВКП(б)]; списки завизированы В. М. Молотовым, Л. М. Кагановичем и К. Е. Ворошиловым, утверждены И. В. Сталиным.
27 ноября 1937 года Военной коллегией Верховного Суда СССР по ст. 58-7-8-11 УК РСФСР «за участие в троцкистско-зиновьевской антисоветской организации» приговорён к высшей мере наказания; расстрелян в тот же день на Донском кладбище.
17 марта 1956 года реабилитирован военной коллегией Верховного суда СССР. 22 марта 1956 года Комитетом партийного контроля при ЦК КПСС восстановлен в партии.

## Семья
Брат — Ефрем Евгеньевич Собинов, был председателем первого колхоза в Барыково.

## Избранные труды
- Комаров Н. П. О состоянии и развитии коммунального хозяйства РСФСР : Доклад на XVI Всерос. съезде советов. — М. : Власть советов, 1935. — 60+3 с.
- Комаров Н. П. Хозяйственное положение Ленинградской области и наши задачи : Доклад на 1 Ленингр. област. партконференции 18 ноября 1927 г. — Л. : Прибой, 1927. — 32 с.

## Адреса
Ленинград, Большой проспект П. С., д. 33а.
Ленинград, ул. Красных Зорь, д. 26.
Москва, ул. Серафимовича, д. 2, кв. 178.

## Комментарии
1. 1 2 3  В ряде источников местом рождения указана дер. Борыково (с явной опечаткой Ворыково[4]) Тверской губернии без уточнения уезда / волости[1][5][6] либо с отнесением её к Старицкому уезду[7]. Ныне — в Масловском сельском поселении, Торжокский район, Тверская область, Россия.
2. ↑  В источниках указываются также даты 23.12.1886[1].
3. ↑  В современной России — ОАО «Машиностроительное объединение имени Карла Маркса»[9]; с 29 декабря 2011 года прекратило существование[10].
4. ↑  По другим данным — с августа 1920[8].